# 新田圭二
新田 圭二（にった けいじ、1909年〈明治42年〉8月27日 - 1996年〈平成8年〉12月14日）は、日本の政治家、経営者。山口県宇部市長（第17代）。宇部興産（現：UBE）取締役山陽無煙鉱業所長、日本石灰工業所社長。

## 来歴
1934年（昭和9年）、慶應義塾大学法学部を卒業。宇部興産（後のUBE）グループにおいて、同社取締役山陽無煙鉱業所長、宇部化学工業（後の宇部マテリアルズ）専務取締役を歴任した。1947年（昭和22年）4月22日、宇部市基本財産として多額の私財を寄付し紺綬褒章を受章。
また社業と並んで宇部市議会議員を務め、1952年（昭和27年）には教育委員会制度の発足に伴い市議会代表として教育委員に選出。1971年（昭和46年）、市議会副議長に就任。市議会最後の任期となった1972年（昭和49年）には会派無所属クラブに所属していた。
1973年（昭和48年）2月15日、宇部市議会の保守系3会派と自民党宇部支部から次期宇部市長選挙の候補者として推薦を受ける。5月3日、任期満了に伴う宇部市長選挙に保守系無所属候補として出馬。5月13日、投開票の結果、日本共産党新人の浅野謙二を破り初当選した。
1975年（昭和50年）1月13日、山口厚生年金休暇センター（後のウェルサンピア宇部、COCOLAND山口宇部）の誘致決定を発表。1月16日、山口県内で初となるバス・タクシー・自動二輪専用レーンを市中心部の国道190号松山通り - 常盤通り - 宇部中央バス停に至る1.8キロメートル区間に導入した。
同年9月、「財政危機白書」を発刊し、当時宇部市の税収が落ち込んでいた一方でラスパイレス指数は山口県内3位の123（国家公務員の給与水準を100とする人件費の比較指数）であることから「国、県はもとより市民各層から多くの指摘があった」と公表。炭鉱離職者の中途採用により宇部市の職員平均年齢が山口県内で最も高くなっていることなどを踏まえ、11月に宇部市職員労働組合へ「是正案」を提示した。
1976年（昭和51年）6月、市議会で次期市長選挙への出馬意向を問われて「秋口までに態度表明したい」と答弁した。翌年の1977年（昭和52年）1月1日付『ウベニチ』に掲載された当時の宇部興産社長・中安閑一と新田の新春対談において、中安から「君（新田）が一番適任だよ。（来期も）やりたまえ。」と発言があり、宇部市職員労働組合から「興産市政」と批判を受ける。
同年2月、同年実施される次期宇部市長選挙に出馬せず、1期限りで引退すると表明。5月17日の任期満了をもって退任し、後継市長には中安の甥である二木秀夫が就任した。市長退任後は宇部興産グループに戻り、日本石灰工業所（新田が市長就任前に専務取締役を務めた宇部化学工業と後に合併し宇部マテリアルズとなる）社長を務める傍ら、自民党宇部支部長に就任するなど政財界で活動を続けた。
1996年（平成8年）12月14日、宇部市内で死去した。87歳没。

## 評価
宇部市職員労働組合は前述の市職員待遇問題や、宇部興産との関係をめぐり新田市政には批判的であったが、市長退任にあたっては「任期後半は、身体の調子も良くなく気の毒」「労使の立場を越えて『ご苦労さまでした』といいたい」と、同職労ニュースコラムにおいて労いの言葉を発表している。
同コラムでは団体交渉の席上における市長としての新田を「率直にいって冷徹さを感じた」と評しつつ、市職労結成30周年記念レセプションに出席した新田が「碁敵は憎さも憎しなつかしき」（暇さえあれば対局する相手を憎く思うが懐かしくなってしまう意味）と挨拶して会場の爆笑を誘ったエピソードを紹介し、「ユーモリストとしての氏の真骨頂を示すものであった」と惜しんだ。
宇部市長室には新田とも親交のある宇部市出身の画家・松田正平の絵画が掲げられており、新田は来客に対していつも楽しそうに解説していたという。

## 家族
- 父：新田宇吉 - 東見初炭鉱（宇部興産前身社の一つ）取締役[15][16]。